# Thijs Drupsteen
Thijs Gerhardus Drupsteen (Hasselt, 13 augustus 1945) is een Nederlandse deskundige op het gebied van milieurecht en ruimtelijk bestuursrecht. Sinds 1998 is hij lid van de Raad van State; eerst in buitengewone dienst, sinds 2001 is hij voltijds Staatsraad. Hij bekleedde diverse bestuurs- en adviesfuncties, zoals decaan van de Leidse rechtenfaculteit en voorzitter van de Commissie voor de Waterstaatswetgeving. Verder was hij onder meer bestuurslid van het Schilthuisfonds, Stichting voor Vluchteling Studenten UAF, medeoprichter en vicevoorzitter van de Vereniging voor Milieurecht en voorzitter van de Commissie Integriteit Overheid.

## Loopbaan
Na zijn studie rechten aan de Vrije Universiteit te Amsterdam heeft Drupsteen diverse wetenschappelijke functies bekleed. Zo was hij wetenschappelijk medewerker aan de VU voor hij in 1981 buitengewoon hoogleraar milieurecht werd aan de Rijksuniversiteit Leiden. In Leiden werd hij in 1986 benoemd tot algemeen hoogleraar staats- en bestuursrecht, wat hij tot zijn benoeming in de Raad van State in 1998 bleef. Van 1998 tot 2001 zette hij zijn hoogleraarschap parttime voort.